# Archip
ARCHIP (Architectural Institute in Prague) je mezinárodní soukromá vysoká škola architektury neuniverzitního typu s výukou v angličtině, která je akreditovaná českým Ministerstvem školství, mládeže a tělovýchovy.
Škola nabízí tříletý bakalářský program a dvouletý magisterský program (s titulem Ing. arch.) v anglickém jazyce a je založena na mezinárodní bázi, s výrazným podílem zahraničních studentů.
ARCHIP byl založen v roce 2010. Záměr založit v Praze novou školu architektury vznikl však již v roce 2005 ve skupině kolem architekta Martina Roubíka (1949–2008). Jeho manželka Regina Loukotová je nyní ve škole rektorkou.
Během své existence ARCHIP několikrát změnil sídlo: sídlil mimo jiné ve Veletržním paláci, bývalé budově tiskárny Kartografie Praha či Centru současného umění DOX+ na Praze 7. Naposledy se stěhoval v roce 2023, do budovy ČVUT, Dopravní fakulty na adresu Horská 3, Praha 2.[zdroj?]